# Петрове (Великосеверинівська сільська громада)
Петро́ве — село в Україні, у Великосеверинівській сільській громаді Кропивницького району Кіровоградської області. Населення становить 16 осіб. 
Неподалік від села розташована гідрологічна пам'ятка природи «Верхів'я ріки Інгул».

## Населення
Згідно з переписом УРСР 1989 року чисельність наявного населення села становила 6 осіб, з яких 2 чоловіки та 4 жінки.
За переписом населення України 2001 року в селі мешкало 16 осіб.

### Мова
Розподіл населення за рідною мовою за даними перепису 2001 року:
| Мова       | Відсоток |
| ---------- | -------- |
| українська | 93,75 %  |
| російська  | 6,25 %   |